# Zhang Dan
Zhang Dan (kinesiska: 张丹), född 4 oktober 1985 i Harbin, Heilongjiang, är en kinesisk konståkare.
Hon tog silver i OS i Turin 2006 i paråkning, tillsammans med Zhang Hao.